# Liste der denkmalgeschützten Objekte in Oberhaag
Die Liste der denkmalgeschützten Objekte in Oberhaag enthält die denkmalgeschützten, unbeweglichen Objekte der Gemeinde Oberhaag im steirischen Bezirk Leibnitz.

## Denkmäler
| Foto |                 | Denkmal                                                             | Standort                           | Beschreibung                                      | Metadaten |
| ---- | --------------- | ------------------------------------------------------------------- | ---------------------------------- | ------------------------------------------------- | --- |
| ja   | Datei hochladen | Kath. Pfarrkirche Oberhaag HERIS-ID: 69307 Objekt-ID: 82375         | Oberhaag Standort KG: Oberhaag     |                                                   | BDA-Hist.: Q38122105 Status: § 2a Stand der BDA-Liste: 2025-06-30 Name: Kath. Pfarrkirche Oberhaag GstNr.: .116 Pfarrkirche Oberhaag |
| ja   | Datei hochladen | Ehem. Franz-Joseph-Jubiläumsschule HERIS-ID: 69309 Objekt-ID: 82377 | Oberhaag 119 Standort KG: Oberhaag | Die Volksschule wurde laut Inschrift 1908 erbaut. | BDA-Hist.: Q38122115 Status: § 2a Stand der BDA-Liste: 2025-06-30 Name: Ehem. Franz-Joseph-Jubiläumsschule GstNr.: .122              |